# بخش تونون-له-بن
بخش تونون-له-بن (به فرانسوی: Arrondissement de Thonon-les-Bains) یک بخش در فرانسه است که در اوت سووآ واقع شده‌است.